# Dichapetalum findouense
Dichapetalum findouense är en tvåhjärtbladig växtart som beskrevs av Franciscus Jozef Breteler. Dichapetalum findouense ingår i släktet Dichapetalum och familjen Dichapetalaceae. Inga underarter finns listade i Catalogue of Life.